# Батинци
Батинци (на македонска литературна норма: Батинци; на албански: Batinca) е село в община Студеничани на Северна Македония.

## География
Селото е разположено в Скопското поле в областта Торбешия.

## История
В XIX век Батинци е село в Скопска каза на Османската империя. Според статистиката на Васил Кънчов от 1900 година Батинци е населявано от 24 жители българи християни и 120 арнаути мохамедани.
В началото на XX век цялото християнско население на селото е под върховенството на Българската екзархия. По данни на секретаря на екзархията Димитър Мишев в 1905 година в Батинци има 32 българи екзархисти.
След Междусъюзническата война в 1913 година селото попада в Сърбия.
На етническата си карта от 1927 година Леонард Шулце Йена показва Батинци (Batinci) като албанско село.
На етническата си карта на Северозападна Македония в 1929 година Афанасий Селишчев отбелязва Батинци като албанско село.
По време на българското управление във Вардарска Македония в годините на Втората световна война, Николай Пан. Николов от Скопие е български кмет на Батинци от 13 август 1941 година до 13 май 1942 година. След това кметове са Панче Иванов Медаров от Велес (13 май 1942 - 30 октомври 1942), Кирил Анастасов Грубчев от Охрид (30 октомври 1942 - 2 април 1943) и Панче Иванов Медаров от Велес (2 април 1943 - 9 септември 1944).
Според преброяването от 2002 година селото има 5364 жители.
| Националност     | Всичко |
| северномакедонци | 36     |
| албанци          | 3217   |
| турци            | 407    |
| роми             | 2      |
| власи            | 0      |
| сърби            | 1      |
| бошняци          | 1660   |
| други            | 41     |